# Budiwoj von Krumau
Budiwoj von Krumau (auch Budiwoj von Krumau, Skalitz und Sepekau; tschechisch Budivoj z Krumlova; auch Budivoj z Krumlova, ze Skalice a ze Sepekova; * vor 1220; † nach 1272) stand in Diensten der böhmischen  Könige Wenzel I. und Ottokar II. Přemysl. Er entstammte dem witigonischen Familienzweig der Herren von Krumau.

## Leben
Budiwoj von Krumau ist für die Jahre 1220 bis 1272 urkundlich belegt. Sein Vater Zawisch von Nechanitz bekleidete von 1233 bis 1236 das Amt des böhmischen Unterkämmerers. Für diese Jahre sind auch Budiwoj sowie dessen Bruder Witiko am königlichen Hof nachgewiesen. Vermutlich wegen Auseinandersetzungen des böhmischen Königs mit Kaiser Friedrich II. um das Erbe der Babenberger mussten die Witigonen den königlichen Palast vorübergehend verlassen. Erst nach 1242 kehrten sie zurück.
Von Budiwoj, der 1260–1266 den Namenszusatz „von Skalitz“ (ze Skalice) und danach „von Sepakau“ (ze Sepekova) führte, haben sich zahlreiche Urkunden erhalten, die von ihm veranlasst wurden oder in denen er, meistens gemeinsam mit seinem Bruder Witiko, als Zeuge auftrat:
- Am 1. Juni 1259 schenkte „Budiwoj de Krumbenowe“ dem neu gegründeten Kloster Hohenfurt seinen Anteil an einem Wald, der später als Klosterwald bezeichnet wurde.
- 1260 wird er in einer Urkunde, mit der Wok von Rosenberg seine Stiftung des Klosters Hohenfurth erneuert, zusammen mit seinem Bruder Witiko als Zeuge aufgeführt („Dominus Budewoy et dominis Witigo de Krummenowe frater suus“).
- Im selben Jahr bezeugte er als „Budiwoy de Zcaliz“ eine Urkunde, mit der Königin Margarete dem Wok von Rosenberg die Grafschaft Raabs als Lehen übergab.
- Am 28. Mai 1261 erneuerte Wok von Rosenberg in Graz die dem Stift Hohenfurt gemachten Schenkungen. Unter den Zeugen befanden sich wiederum „Dominus Budewoy et dominis Witigo de Krummenowe“.
- Als König Ottokar II. Přemysl am 12. Mai 1264 einen Gütertausch mit Stiro von Wetkowitz beurkundete, traten „Budiwoi de Scharitz“ und „Witigo de Crumnov“ als Zeugen auf.
- Mit einer 1264 in Passau ausgefertigten Urkunde übergaben „Budiwoy v. Skalitz“ und seine Gemahlin Perchta dem Stift Schlägl das Dorf Schintau (Schindlau).[3] Unter den Zeugen befanden sich Budiwojs Bruder „Witigo de Chrumnav“ sowie „Pilgrimus de Valchenstein“.
- Als am 25. Mai 1265 Witigo von Skalitz und Hojer von Wittingau an Stelle ihrer Schwestern auf deren Rechte in Walkersdorf zugunsten des Stifts Zwettl verzichteten, befanden sich unter den Zeugen die Brüder „Budiboy de Zcalicz“ und „Witigo de Chrumenow“. Am selben Tage bezeugten sie eine Urkunde der Ludmila von Reusch, mit der diese dem Stift Zwettl den Zins aus Walkersdorf verkaufte.
- Als am 26. Juni 1266 in Zwettl Čeč von Weleschin mit Zustimmung seiner Gemahlin Gisela von Kuenring das Dorf Reinprechts dem Zisterzienserstift Zwettl übergab, befanden sich unter den Zeugen wiederum „Bodiboe de Scalicz“ und „Witigo de Chrumnawe“.

## Familie
Budiwoj war mit Perchta von Falkenstein (auch Berta geschrieben) verheiratet. Sie war eine Enkelin des Kalhoch II. von Falkenstein, der das Kloster Schlägl begründete. Der Ehe entstammten die Kinder:
- Zawisch von Falkenstein († 1290)
- Witiko von Krumau; auch Witiko von Krumau, Hluboká, Skalitz und Ledenitz; tschechisch Vítek z Krumlova auch Vítek z Krumlova, z Hluboké, ze Skalice a z Ledenic, belegt 1272–1290
- Wok von Krumau; auch Wok von Krumau, Skalitz und Ledenitz; tschechisch Vok z Krumlova; auch Vok z Krumlova, ze Skalice a z Ledenic, † 5. Januar 1300
- Tochter N. N.
- Tochter N. N.
- Tochter N. N.
- Johann (Henclinus) von Skalitz; auch Johann Henclinus von Skalitz und Ledenitz; tschechisch Jan (Henzlín) ze Skalice, auch Jan (Henzlín) ze Skalice a z Ledenic; † 1300 in Polen
- Budiwoj von Skalitz; auch Budiwoj von Skalitz und Ledenitz; tschechisch Budivoj ze Skalice, auch Budivoj ze Skalice a z Ledenic; † 1300 in Polen